# 良遍 (真言宗)
良遍（りょうへん、久安6年（1150年）- 貞永元年8月21日（1232年9月7日））は、平安時代後期から鎌倉時代にかけての真言宗の僧。俗姓は藤原氏。越中法印と称された。

## 略歴
京都仁和寺の勝遍・公賢に支持して密教を学び、灌頂を受けた。
大僧都・法印に任じられ、建保2年（1214年）には東寺三長者に就任している。
| スタブアイコン | サブスタブ | この項目は、まだ閲覧者の調べものの参照としては役立たない、人物に関連した書きかけの項目です。この項目を加筆・訂正などしてくださる協力者を求めています（P:人物伝/PJ:人物伝）。 |